# Homer improvizuje
Homer improvizuje (v anglickém originále Simprovised) je 21. díl 27. řady (celkem 595.) amerického animovaného seriálu Simpsonovi. Scénář napsal John Frink a díl režíroval Matthew Nastuk. V USA měl premiéru dne 15. května 2016 na stanici Fox Broadcasting Company a v Česku byl poprvé vysílán 28. září 2016 na stanici Prima Cool.

## Děj
Homer se chystá pronést výroční projev v jaderné elektrárně. Původně měl v plánu zopakovat komediální projev, který pronášel každý rok, ale většina jeho pointy už byla použita nebo je neuvěřitelně urážlivá, včetně vtipů o Lennyho nemocné babičce. To ho tak znervózní, že na pódiu omdlí, což způsobí, že se u něj rozvine strach z veřejného vystupování a začne mít halucinace, v nichž se mu vysmívají domácí spotřebiče. 
Ve snaze Homera uklidnit ho Marge vezme na stand-up komediální show, kde je ohromen talentem herců improvizovat. Spolu s Lennym a Carlem se pak rozhodnou přihlásit do kurzu improvizace, kde Homer zjistí, že má talent na improvizaci scén. Rozhodnou se založit vlastní stand-up komediální skupinu v hospodě U Vočka, kde je Homerovo vystoupení oceněno veřejností i kritikou. 
Ve vedlejší zápletce jdou Bart a Líza na Ralphovu narozeninovou oslavu, kde si Bart uvědomí, že Ralphův nový domek na stromě (postavený za peníze z úplatku, které šéf Wiggum vzal ze skříňky na důkazy) je mnohem lepší než jeho současný domek na stromě. Bart Ralphovi závidí a zničí jeho domek na stromě. Když však řekne, že matky domek na stromě postavit neumějí, Marge plánuje, že bude tvrdě pracovat a postaví mu co nejlepší domek na stromě. 
Později, jakmile je Bartův nový domek na stromě dokončen, Marge zaslechne, jak říká Milhouseovi, že jí není třeba děkovat, protože ona jen dělala svou práci. Marge se na něj rozzlobí a vybouchne během večeře, když ji Bart urazí. Během večeře se také Homer dozví, že byl pozván na springfieldský festival Fringe. Když si mu Marge na Barta stěžuje a dozví se o festivalu Fringe, nechtěně tím způsobí, že se Homerovi vrátí strach z veřejného vystupování. 
Druhý den ráno Bart odnese Marge snídani do ložnice, s pomocí Homera se jí omluví a usmíří se. Později na festivalu Vočko přesvědčí úzkostlivého Homera, aby při svém improvizačním vystoupení podváděl. Líza se však o plánu dozví a přesvědčí Homera, aby své vystoupení udělal řádně a bez podvodů. Ten tak učiní a jeho vystoupení na místě je publikem dobře přijato.

## Homer živě
O živém vysílání Homera se uvažovalo už v roce 2007 jako o možné propagaci Simpsonových ve filmu v pořadu The Tonight Show, ale nakonec se vystoupení neuskutečnilo. Poté, co scenárista dílu Homer improvizuje John Frink navrhl, aby Homer na konci epizody předvedl „skutečnou improvizaci“, štáb přehodnotil kvalitu technologie motion capture ve srovnání s rokem 2007. Zkoumání toho, jak grafické oddělení televize Fox Sports zvládá živou animaci postavy maskota Cleatuse, vedlo k tomu, že pro živou část byla vybrána funkce Adobe Character Animator v aplikaci Adobe After Effects. Protože Adobe Character Animator byl v té době ve stavu vývoje, byla pro použití v pořadu vytvořena speciální verze větve Preview 4.
Dan Castellaneta se postaral o namluvení hlasu, přičemž animace byla provedena pomocí programu Adobe Character Animator, který umožňoval synchronizaci rtů v reálném čase a animaci spouštěnou klávesnicí. Režisér Simpsonových David Silverman se staral o kontrolu animace postavy ve vysílání díky svým zkušenostem ze seriálu a stanovení pravidel, jak se Homer chová. Scenáristé Simpsonových předem prověřili otázky použité ve vysílání a také odpovídali na otázky jako Homer na Facebooku a Twitteru souběžně s Castellanetovou improvizací v živém vysílání. Jako prostředek ověření reálného času pořadu byly do segmentu zapracovány tehdejší události, kdy Homer vtipkoval o Drakeově vystoupení v Saturday Night Live na východním pobřeží a o rvačce během zápasu Toronto Blue Jays vs. Texas Rangers na západním pobřeží. Zatímco pro americké televizní vysílání byla část dvakrát opakována, mezinárodní vysílání použilo předem nahranou pasáž. Pro epizodu na Disney+ byla použita verze z mezinárodního vysílání.

## Přijetí
Díl dosáhl ratingu 1,2 a sledovalo ho 2,80 milionu diváků, což z něj udělalo nejsledovanější pořad večera na stanici Fox.
Dennis Perkins z The A.V. Clubu dílu udělil známku B+: „Na Homerově cestě je zábavné to, jak vyrůstá z jeho charakteru. Jistě, díl je dost zjednodušen, protože ty poslední tři minuty byly vyčleněny pro velký tah na sledovanost, ale úplně pomohlo vyškrtnutí úvodních titulků. Dokonce se našel čas i na zkrácený, ale účinný béčkový příběh, kdy se Marge naštve na Barta, že si neváží toho, že mu postavila nový domek na stromě. Upřímně řečeno, nedotažené a gagy překypující dějové linie jsou smutným faktem života současných Simpsonových, ale díl dokazuje, že – i když je stlačený – může být dobře vyprávěným jednoduchým příběhem, který je zakořeněný v postavách, zábavný i působivý.“.
Recenzent IGN Jesse Schedeen udělil epizodě známku 6,4/10. Samotný díl kritizoval, ale improvizovaná část se mu líbila a dodal: „Z větší části byla tato epizoda velmi učebnicová, pozdně simpsonovská. Nějaký ten humor se našel (hlavně v prvním dějství), ale většinou šlo o spoustu promarněných příležitostí a dobře vygradované rodinné drama Simpsonových. Nicméně živá část, která epizodu uzavírala, byla rozhodně vítanou změnou oproti normálu. Tato pasáž dokázala, že tento seriál stále dokáže čas od času zariskovat, a navíc, že se tato rizika mohou vyplatit.“.
Tony Sokol z Den of Geek byl kritický a dílu udělil 2,5/5 hvězdiček, když napsal: „Epizoda se hýbala, ale na to, že komediální pořad dělá pořad o komedii, bylo smíchu málo.“.